# Fonti Rossi
Fonti Rossi è un sito archeologico del neolitico nel territorio del comune di Lama dei Peligni,in Abruzzo.

## Descrizione
Il sito che si trova sul versante meridionale della Maiella, lungo la strada che collega Casoli a Lama dei Peligni, e stato scoperto all'inizio de novecento, quando fu scoperto un villaggio del neolitico e un teschio umano, noto come uomo della Maiella. 

## Ritrovamenti
Nel sitpo è stata rinvenuta una sepoltura. Si tratta di una deposizione di un individuo di sesso femminile posto entro fossa ovale, cavata dal suolo di pozzolana vergine; l'inumato giace in posizione ripiegata e tutt'intorno presenta un contorno in rozze pietre poste dopo lo scavo della fossa. Lo scheletro è  stato attribuito ad una donna vissuta 6 540 anni dal presente.